# Завера Вокић—Лорковић
Завера Вокић—Лорковић била је средином 1944. године покушај министра унутрашњих послова Младена Лорковића и министра оружаних снага Анте Вокића да формирају коалициону владу са Хрватском сељачком странком (ХСС), напуститe силе Осовине и уз помоћ Хрватског домобранства придружити Независну Државу Хрватску Савезницима.
План је потекао из ХСС који је такође био укључен у преговоре са Савезницима. Завера се завршила масовним хапшењима и погубљењем главних завереника, укључујући Лорковића и Вокића.

## Ситуација у Европи
Немачким поразом у бици за Стаљинград фебруара 1943. године, рат се окренуо у корист Совјета. Пет месеци касније, јула 1943. англо-америчке снаге извршиле су инвазија на Сицилију. Недуго потом, свргнут је и ухапшен Бенито Мусолини. Истог дана, 25. јула 1943. италијански краљ Виторио Емануеле III Савојски именовао је Пјетра Бадоља за новог италијанског премијера и 8. септембра 1943. потписао безусловну капитулацију Италије. Савезничке снаге су се 6. јуна 1944. искрцале на немачку окупирану обалу Нормандије.

## Покушаји пуча међу нацијама Осовине
Због пораза које су осовинске снаге претрпеле од савезника, неке државе осовине покушале су да промене страну. 1. августа 1944. на Тајланду је збачен пројапански лидер Плаек Фибунсонгкрам. 23. августа 1944. године, када се Црвена армија приближила Румунији, румунски краљ Михаил извео је пуч против диктатора Јона Антонескуа и придружио се савезницима.
Недуго након пуча у Румунији, Отаџбински фронт у Бугарској свргнуо је пронемачку бугарску владу 2. септембра 1944. Три дана касније, Совјетски Савез је објавио рат Бугарској, убрзо окупирајући североисточни део земље. Бугарској војсци је наређено да не пружа никакав отпор. Бугарска се савезницима придружила 8. септембра 1944.
Дана 15. октобра 1944, регент Мађарске, Миклош Хорти, објавио је да је Мађарска прекинула рат и покушао је да прими примирје са Совјетским Савезом. Као одговор на то, Немци су покренули операцију Панцерфауст, ухапсили Хортија и поставили Ференца Сзаласија, лидера фашистичке странке, за вођу Мађарске. Мађарска је наставила да се бори против Црвене армије на страни Осовине до краја рата.

## Припреме за пуч
Влатко Мачек, председник Хрватске сељачке странке, сматрао је да ће Британци подржати демократску и антикомунистичку хрватску државу. Због тога је мислио да ће савезници на крају слетети на далматинску обалу и подржати његову странку као демократску и антикомунистичку. Такође је претпоставио да ће хрватски домобрани подржати ХСС када започне инвазија на Далмацију.
Ипак, четници Драже Михаиловића, у којима су доминирали Срби, имали су план усмерен и против Хрвата и против комуниста ако би се догодила предвиђена инвазија савезника на Далмацију. Три члана руководства ХСС-а, Аугуст Кошутић, потпредседник; Људевит Томашић, заменик секретара и представник који је већ био у контакту са савезницима; и Иванку Фаролфију додељен задатак да воде преговоре са Британцима. Фаролфи је био најактивнији и био је задужен за одржавање контаката са официрима хрватске војске, страначким вођама и страним обавештајним службама.
Младен Лорковић је имао план да разоружа немачку војску на територији Независне Државе Хрватске (НДХ), успостави Хрватску сељачку странку (ХСС) као нову владу и да позове све савезничке војске да слете на територију НДХ. Такође је веровао да ће ХСС спречити комунисте или краља Петра ИИ да дођу на власт. У јулу 1944. Вокић је одржао састанак на којем је истакао да ће, након што савезници нападну Балкан, немачке оружане снаге морати бити разоружане. Немци су били свесни да се Хрватска може придружити савезницима.
Аташе Луфтвафе у Загребу 11. августа известио је да хрватска војска постаје све несараднија према Немцима. Такође је приметио њихов захтев за додатним оружјем и муницијом немачке војске. Лорковић је успоставио контакт са представницима Хрватске сељачке странке у Хрватској Иванком Фаролфијем, Људевитом Томашићем и Аугустом Кошутићем.
Њихова представа о савезничкој инвазији на Далмацију није се остварила, јер савезници нису намеравали да се искрцају у Далмацији. Упркос томе, Винстон Черчил је био наклоњен идеји савезничке инвазије на хрватску обалу, па је покренуо расправу с Јосипом Брозом Титом о могућој инвазији на истарско полуострво у августу 1944.
Представници ХСС-а и хрватског домобранства нудили су само обећања, док су југословенски партизани били умешани у рат, а на Техеранској конференцији партизани су стекли статус савезничких снага. Британци нису желели да ризикују сарадњу са партизанима, а њихово учешће у Југославији већ је било компликовано јер су имали посла и са краљевском југословенском владом у емиграцији и са комунистима; учешће хрватских домобрана и ХСС-а додатно би закомпликовало ситуацију.
Хрватски преговарачи са савезницима били су Томо Јанчиковић, Зенон Адамић и Иван Бабић. Британци су увек имали одвојени састанак са њима. ХСС је сматрао да су њихови емисари успешно осигурали план инвазије Далмације. Именовање Ивана Шубашића за премијера Југославије у егзилу и понуда генерала Ивана Томашевића да стави своју војску под савезничку команду када започне инвазија, још више су охрабрили заверенике. Коначно, румунски пуч и напредовање совјетских трупа навели су их да верују да ће савезници ускоро напасти Далмацију.

## Крај завере и хапшења
Анте Павелић, Поглавник НДХ, сматрао је да ће Немци добити рат са „страшним оружјем“. Сазвао је састанак свог кабинета у својој вили, коју су чували наоружани људи. Састанак се догодио 30. августа 1944. године, а Павелић је оптужио и Лорковића и Вокића за умешаност у заверу и издају.
Потпредседник владе Џафер Куленовић и многи други бранили су их, али без успеха. Лорковић и Вокић су ухапшени, заједно са још 60 особа. Лорковић је затражио да Павелић не чини штету члановима ХСС-а, "како је и обећано", док их је Вокић бранио испред Павелића, тврдећи да су они учинили све што им је наредио. Неки од ухапшених су убрзо пуштени, док је Лорковићу и Вокићу суђено, да би касније били затворени и погубљени.

## Завереници
Младен Лорковић - министар унутрашњих послова
Анте Вокић - министар оружаних снага
Фрањо Шимић - хрватски домобрански генерал који је требало да поздрави енглеске и америчке снаге након њиховог доласка на далматинску обалу
Иван Бабић - хрватски домобрански потпуковник који је информације о пучу преносио савезницима у Италији; касније је пребегао из домобрана и преселио се у Јужну Америку
Петар Блашковић - хрватски домобрански пешадијски генерал
Иван Мрак - бивши заповедник Легије хрватског ратног зракопловства.
Иванко Фаролфи - члан Хрватске сељачке странке
Људевит Томашић - члан Хрватске сељачке странке
Аугуст Кошутић - члан Хрватске сељачке странке